# Боро-Тала (река)
Боро-Тала — река, протекающая в западной Джунгарии, на территории Боро-Тала-Монгольского авт. округа Синьцзян-Уйгурского автономного района, КНР. Максимальная протяжённость русла достигает 250 км, хотя во время осенне-зимней межени временами пересыхает в низовьях.
Как и многие другие реки центральноазиатского региона, воды Боро-Тала относятся к областям внутреннего стока: в половодье Боро-Тала впадает в солёное озеро Эби-Нур.
Питание реки смешанное: преимущественно ледниковое, но также снеговое, дождевое и подземное. При этом весеннее половодье сильно растянуто благодаря частым грозовым паводкам.
Исток реки находится в ледниках у самой границы с Казахстаном. Образуется от слияния Демекпе и Коксу на высоте 2567 м нум. Далее течёт в восточном и юго-восточном направлениях. Долина реки пролегает между хребтом Джунгарский Алатау на севере и различными отрогами хребта Борохоро на юге. Русло реки очень извилисто, ширина его в нижнем течении достигает 100—150 м. В нижнем течении воды реки используется для орошения, водоснабжения населения и прочих хозяйственных нужд.